# Trabant (Band)
Trabant sind eine isländische Electroclash-Musikgruppe, die 2001 ursprünglich als Duo von Þorvaldur Gröndal und Viðar H. Gíslason gegründet wurde, mittlerweile aber zum Quintett angewachsen ist.
Ihr Debütalbum Moment of Truth erschien im Jahre 2001 und machte sie in Island populär. Drei Jahre später erschien ein Live-Album, das auf einer Party des isländischen Staatspräsidenten Ólafur Ragnar Grímsson in dessen Amtssitz in Bessastaðir aufgenommen wurde. Nachdem Nasty Boy ein erfolgreicher Club-Hit war, erreichten sie mit dem zweiten Studioalbum Emotional (2005) die Top Ten der isländischen Charts.

## Diskografie

### Singles
- 2001: Enter Spacebar (Thule Records tmt06)
- 2002: Superman (Thule Records tmt07)
- 2005: Nasty Boy (Southern Fried Records ECB72)
- 2005: Maria/Pump You up (Southern Fried Records ECB92)
- 2006: Loving Me/Galdur (Southern Fried Records ECB95)

### Alben
- 2001: Moment of Truth (Thule Records tmt08)
- 2002: Ballett (Auflage ca. 20 Stück)
- 2004: Trabant á Bessastöðum (Live-Album) (12 Tónar 12T002)
- 2005: Emotional (12 Tónar 12T015)

## Auszeichnungen und Preise
- 2006: Icelandic Music Awards: nominiert in drei Kategorien, unter anderem „Bestes Album 2005“ (Emotional)
- 2006: Tónlistarverdlaun XFM 91,9 (Musikpreise des Radiosenders XFM in Reykjavík): „Bestes Album 2005“ (Emotional); nominiert in drei weiteren Kategorien, u. a. „Bestes Lied 2005“ (Nasty boy) und „Bester Liveauftritt“
- 2007: Icelandic Music Awards: „Bestes Musikvideo 2006“ (The one (filthy dukes remix))